# Formica altipetens
Formica altipetens é uma espécie de formiga do gênero Formica, pertencente à subfamília Formicinae.